# ヴィラパレッティ

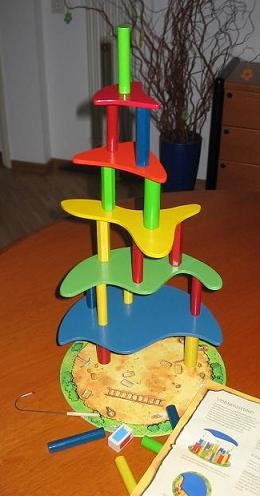
ヴィラパレッティ

ヴィラパレッティ（原題：Villa Paletti（独））とは、ドイツのツォッホ社(Zoch Verlag)が2002年に発売したボードゲーム。デザイナーはビル・ペイン。2002年のドイツ年間ゲーム大賞を取得している。
- プレイ人数は2~4人。
- プレイ時間は15~30分。
- 対象年齢は8歳以上。

## ゲームの概要
建築家ヴィラ・パレッティは空より高い塔の建設を目指していました。しかし1階を建てたところで材料が尽きてしまいました。そこで彼はひらめいたのです。
「完成した階の柱を使いまわせば、どこまでも高い塔が作れるじゃないか！」
こうしていつ崩れるか分からない、危険な塔の建設が始まったのです。
プレイヤーはヴィラ・パレッティとなり、下の階層の柱を引き抜き、上の階へと移していく。誰かが塔を崩した時点でゲームは終了し、勝者マーカーを持つプレイヤーが勝者となる。

## セットの内容
- 細い柱（1点）が4色に3本ずつ、中くらいの柱（2点）が4色1本ずつ、太い柱（3点）が1本4色1本ずつ。
- 円形の土台。
- 床板（青、緑、黄、赤）。
- 勝者マーカー。
- 木の柄に曲がった針金の付いたフック。

## ゲームの準備
1. 土台をテーブルに置き、その上に全ての柱を適当に並べ、さらにその上に青い床板を適当に乗せる。
2. 適当な方法で親を決める。

## ゲームの手順
1. 親から順番に自分の色の柱を引き抜き、最上階に移す。
2. 引き抜ける柱がない場合、パスをするか新しい床板を乗せる事を提案する。
3. 新しい床板を載せることを提案された時に、他のプレイヤーは提案者の残りの柱を引き抜くことに挑戦できる。実際に引き抜けた場合にはペナルティとして提案をしたプレイヤーの柱を最上階から1本取り除き、挑戦したプレイヤーが新しい床を最上階の柱の上に置く。引き抜けなかった場合にはペナルティとして挑戦したプレイヤーの柱を最上階から1本取り除き、提案したプレイヤーが新しい床を最上階の柱の上に置く。
4. 新しい床を置いたプレイヤーから1.からの手順を繰り返す。

## その他のルール

### 引き抜きのルール
- 最上階の一つ下の階からしか抜くことが出来ない。
- 最上階以外の各階の柱は最低でも3本なければならない。
- 柱は手を使って抜いても、フックを使って抜いても良い。
- 柱を抜く際に、床板や他の柱を押さえても良い。ただし柱を抜いた後に元の状態に戻さなければならない。
- 一度引き抜きに挑戦して引き抜けなかった柱は元の場所に戻すと共に、その後引き抜いてはいけない。

### 勝者マーカーの移動
- 最上階にある柱の得点が最も高くなった時点で、それまでマーカーを所持していたプレイヤーの色を上面にした状態で取得する。

### ゲームの終了
- 塔が崩れた時点でゲームは終了し、勝者マーカーを所持していたプレイヤーが勝者となる。ただし、マーカーを所持しているプレイヤー自身が塔を崩した場合、勝者マーカーの上面の色のプレイヤーが勝者となる。